# 3-硝基二苯甲烷
3-硝基二苯甲烷是一种有机化合物，化学式为C13H11NO2。它可由3-硝基苄溴和苯硼酸在碳酸钠和钯催化剂的存在下反应得到，该偶联反应也可使用氯化苄和3-硝基苯硼酸为原料进行反应。它可以被氯化亚锡还原为3-氨基二苯甲烷。Ag/C纳米颗粒可以催化它和氧气的反应，产物为3-硝基二苯甲酮。